# ديف ويلكس
ديف ويلكس (بالإنجليزية: Dave Wilkes)‏ (10 مارس 1964 في المملكة المتحدة - 22 يونيو 2023) هو مدرب كرة قدم ولاعب كرة قدم بريطاني في مركز الوسط. لعب مع ستوكبورت كونتي ونادي بارنسلي ونادي كارلايل يونايتد وفريكلي أثلتيك ‏ وبريدلينغتون تاون ‏ وإف سي هاليفاكس تاون.

## وصلات خارجية
- ديف ويلكس على موقع قاعدة بيانات كرة القدم.إي يو (الإنجليزية)